# سكند لايف
الحياة الثانية (بالإنجليزية: Second Life)‏ ويلفظ: سكِند لايف أو (بالإنجليزية: SL)‏ اختصارًا؛ هي لعبة عالم افتراضي (تخيلي) تم اطلاقها بشكل ثلاثي الأبعاد علي الإنترنت في العام 2003 كحياة ثانية موازية للحياة البشرية التي نعيشها علي كوكب الأرض، سكان هذا العالم يعدون اليوم بالملايين من جميع أنحاء العالم، يتعايشون ويبيعون ويشترون. يمكنهم شراء الأراضي والجزر وبناء البيوت والبحث عن الترفيه والسعادة.
- أطلقت الفكرة شركة ليندن لاب في مدينة سان فرانسيسكو، كاليفورنيا، الولايات المتحدة وهي التي تديره.
- ذكرت الواشنطن بوست أن مصممة الأزياء فيرونيكا براون استطاعت كسب آلاف الدولارات من تصميمها للأزياء الافتراضية التي يرتديها ساكنوا هذا العالم الافتراضي.
- قامت مجموعة من الشركات العالمية الكبري بفتح فروع لها هناك ومن أبرزها آي‌بي‌إم، وتويوتا، وديل، وصن ميكروسيستمز فضلاً عن دولة السويد التي قامت بافتتاح سفارتها في سيكند لايف وقام بافتتاحه وزير خارجيتها كارل بيلت ولوكالة رويترز وبي بي سي مكاتب هناك !

يوجد في برنامج second Life الكثير من الجامعات الخاصة والعامة، والبعض منها مرتبط بالجامعة فعلياً في الحياة الحقيقة والبعض الآخر هو عمل تطوعي من قبل بعض الاشخاص، وفي السكند لايف تم إنشاء أول جامعة عربية وإسلامية وهي جامعة الملك سعود king saud university افتراضياً وهي تقدم الكثير من الدروس التعليمية في تخصصات مختلفة ويشرف عليها خبراء واكاديمين متخصصين في مجالات عدة، وقد تميزت جامعة الملك سعود بتصميم فريد وعلمي مبتكر غير مسبوق، استغرق تصميمها أكثر من 1000 (الف) ساعة عمل

## وصلات خارجية
- سيكند لايف
- إسلام أون لاين تطلق أول خيمة رمضانية سيكند لايف
- بي بي سي علي السكندلايف
- المحاكمة العسكرية للإخوان في سيكند لايف